# Festival Internacional del Humor 2013
Festival Internacional del Humor 2013 es la vigésima edición del Festival Internacional del Humor, el cual cumple 20 años al aire en Colombia. El festival fue emitido por Caracol Televisión y sus presentadores fueron Gabriel Delascasas y Taliana Vargas. En esta edición el programa contó con 7 capítulos que durante una semana fue emitido de lunes a viernes a las 8:00 p. m.

## Sinopsis
Artistas invitados de varios países dan una muestra de su talento, en diferentes números artísticos que pueden ser de humor, magia, imitación y baile.

## Presentadores
- Gabriel Delascasas: Es un locutor y presentador colombiano, conocido por pertenecer al famoso y tradicional programa radial La Luciérnaga; también presentó el programa También caerás, en el año 2008.
- Taliana Vargas: Es una actriz, modelo y presentadora colombiana, que fue elegida Señorita Colombia 2007-2008, en el Concurso Nacional de Belleza de Colombia, en el cual representó al departamento de Magdalena; en 2008 obtuvo el título de Virreina en Miss Universo 2008 en representación de Colombia.[3] En 2009 comenzó su carrera actoral en varias producciones, destacándose en Bermúdez, Chepe Fortuna y Rafael Orozco, el ídolo, entre otras. Además, también ha presentado varios programas, uno de ellos siendo el Desafío 2009: La lucha de las regiones, la revancha.

## Invitados
| - Molina - Tola y Maruja - Piter Albeiro - "Boyacomán" - Karim - Luis Pardo - Mac Phamtom - ToomPak - Cessy - Voz Pópuli - Los Taps - Juan Ricardo Lozano "Alerta" - Iluminate - Hassam - Carlos "El Mono" Sánchez - Marco Tempest - "Jeringa" - JJ - Esther Gimeno - Gustavo Lorgia - Álvaro Lemmon "El hombre Caimán" - Camilo Cifuentes - Goyo Jiménez | - Joselo - Emilio Lovera - Gustavo Ríos - Francisco Pinoargotti - Belkis Martínez - Belén Rubio - Natalia Valdebenito - Gilberto Gless - Diego Fernández - Gustavo Raley - Joaquín Kotkin - Uno y Medio - Sara Escudero - Dany Boy - Alfredo Díaz - Erico Trevensoli - Juan Barraza - Cessy Casanova - Álvaro Carmona - "Piroberta" - "Triki Traque" - Don "Jediondo" |